# Cordyline rubra
Cordyline rubra är en sparrisväxtart som beskrevs av Christoph Friedrich Otto och Albert Gottfried Dietrich. Cordyline rubra ingår i släktet Cordyline, och familjen sparrisväxter. Inga underarter finns listade i Catalogue of Life.

## Bildgalleri

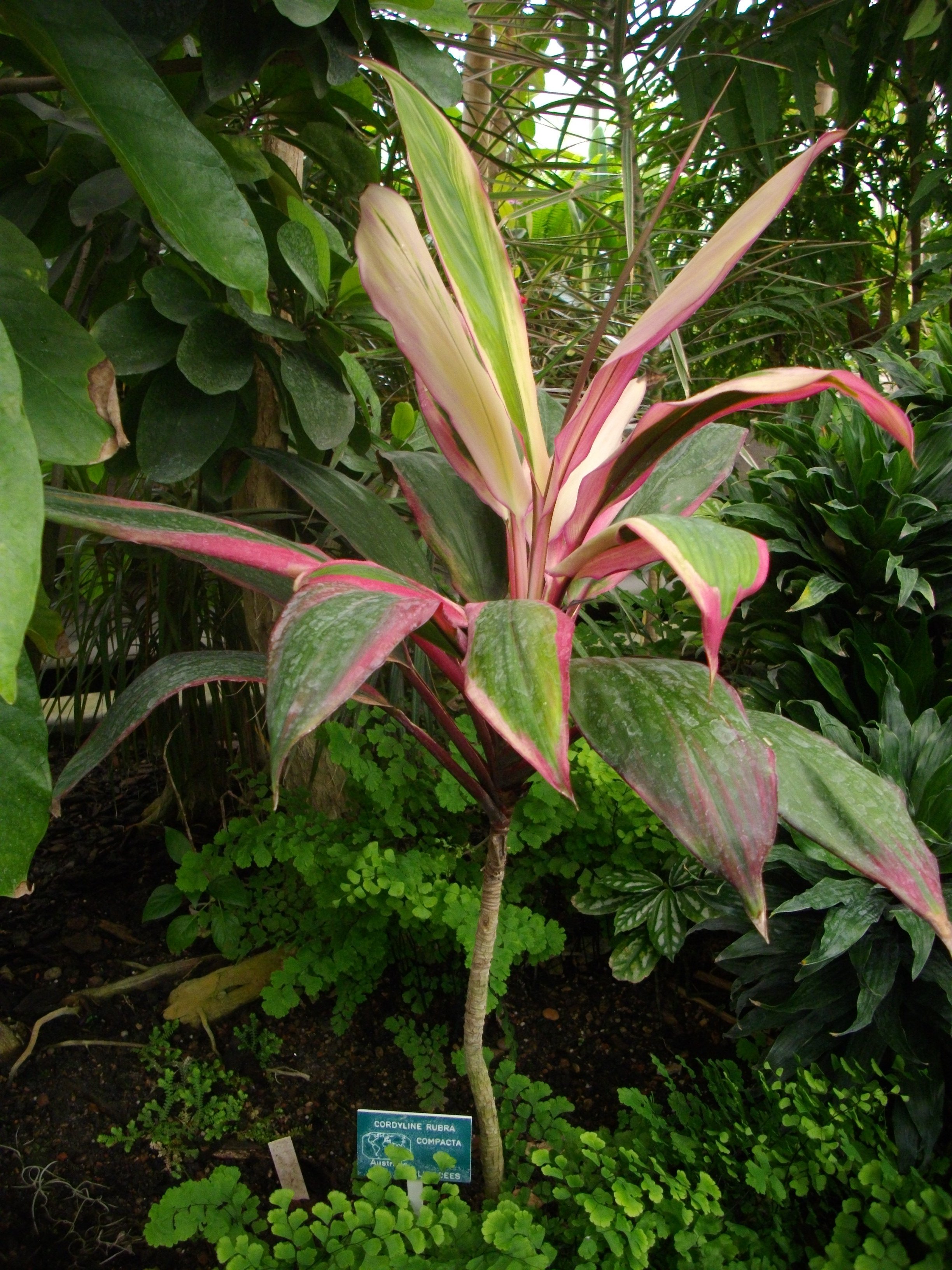